# Хетет, Рангимариэ
Рангимариэ Хетет (маори Rangimārie Hetet; урождённая Хёртстоун; 24 мая 1892 — 14 июня 1995) — мастерица традиционного плетения маори из племени нгати-маниапото. Сыграла ключевую роль в сохранении плетения маори и обучила ему множество женщин.

## Семья
Рангимариэ Хёртстоун родилась 24 мая 1892 года в Опаруре, близ Те-Куити в смешанной семье. Её отец Чарльз Уилсон Хёртстоун (англ. Charles Wilson Hursthouse) эмигрировал в Новую Зеландию из Англии в 1843 году, а мать Мере Те Ронгопамамао Обри (англ. Mere Te Rongopamamao Aubrey) сама была дочерью англичанина и маорийской женщины из иви нгати-маниапото, хапу нгати-кинохаку. Оба родителя Рангимариэ имели детей от прошлых союзов, поэтому у неё было 11 неполнородных братьев и сестёр: четверо единоутробных и семеро единокровных.
Имя «Рангимариэ» означает «мир»: так родители отметили освобождение Чарльза, захваченного в заложники последователями религиозного движения хаухау в 1883 году; его освободил вождь нгати-маниапото.

## Детство
Чарльз работал инженером на железной дороге и часто бывал в отъезде, поэтому его дочь воспитывалась в основном с родственниками из нгати-кинохаку, несмотря на преимущественно европейское происхождение; у них же она научилась искусству плетения. В возрасте семи лет Хетет переехала к европейским родственникам в Паэмако, где находилась школа, однако ей не нравилась тамошняя обстановка, и спустя два года она вернулась к матери. Образование Хетет получила в школе Те-Куити, а затем — Опаруре.

## Семейная жизнь
В 18 лет, 16 февраля 1911 года Рангимариэ вышла за плотника Тухеку Таонуи Хетета, также имевшего европейско-маорийское происхождение. За следующие три года у пары родилось двое детей, а затем Тухека отправился на Первую мировую войну в составе добровольческого батальона маори, где провёл почти пять лет. Всего у четы Хетет родилось пятеро детей. В 1924 году Хетет с семьёй временно переехала в Ратана-па, где Тухеку работал над возведением храма синкретической религии ратана; спустя шесть лет, по завершении строительства, они вернулись в Опаруре. Тухека умер в 1938 году. Следующие десять лет Хетет работала администратором отеля, поварихой и т. д. в разных городах, зарабатывая на земельный участок в Те-Куити; дом на участке выстроил её старший сын Вирихана.

## Признание
Хетет была одной из основательниц Лиги «Благосостояние женщин-маори», открывшейся в 1951 году; там она вместе с дочерью Диггересс Те Канавой преподавала маорийским женщинам искусство плетения, которое в то время находилось в упадке. Вопреки традиции, Рангимариэ и Диггересс передавали свои знания людям, не входившим в их племя, что ранее было запрещено. Постепенно мастерство Хетет привело к тому, что её работы стали демонстрировать на выставках, и в 1960-х годах она стала считаться авторитетной специалисткой в плетении плащей из перьев (маори korowai), а также техниках танико, фату и раранга. Хетет старалась использовать традиционные материалы и краски; возрождение плетения из новозеландского льна является преимущественно её заслугой. Инновации, введённые Хетет в плетение, в частности, техника шахматного плетения мафитифити стали наследием её семейства.
Вклад Хетет в новозеландское искусство отмечен множеством наград: в 1973 году она была принята в Орден Британской империи (кавалер), в 1984 повышена до командора. Произведения Хетет выставлялись в Институте и музее Окленда, в мараэ Ваифету, Музее искусств Вайкато, Музее Роторуа, а также в коллекции Министерства иностранных дел для проведения выставок за границей. За пределами Новой Зеландии работы Хетет демонстрировали на Южнотихоокеанском фестивале искусств в 1980, в Смитсоновском музее американского искусства в 1985. Музей Те Папа Тонгарева включил её плащи в свою постоянную экспозицию.
Хетет была принята в Королевский совет по искусствам Новой Зеландии в 1974 году, получила степень почётного доктора от Университета Вайкато в 1986, в 1992 стала постоянным членом Новозеландской академии изящных искусств, получила рыцарство и звание «дама», а также награду генерал-губернатора.
Благодаря хорошему здоровью, физическим нагрузкам и соблюдению диеты Хетет прожила 103 года, при жизни имела более ста прямых потомков, пережив троих своих детей. Единственная перенесённая ей операция — по удалению катаракты в 1980-х.